# Pinin Pacòt
Giuseppe Pacotto (Torino, 20 febbraio 1899 – Castello di Annone, 16 dicembre 1964) è stato uno scrittore italiano, che scrisse soprattutto in piemontese, utilizzando per la pubblicazione dei suoi lavori la versione piemontofona del suo nome, Pinin Pacòt.

## Biografia
Le prime poesie cominciarono a uscire sul Birichin il 22 aprile 1915, quando aveva solo sedici anni.
Fu fatto prigioniero durante la prima guerra mondiale. Scrisse qualche poesia anche in italiano e provenzale, ma dagli anni 20 la sua produzione fu esclusivamente in piemontese.
Nel 1926 uscì il volume Arsivòli. Alcune poesie vennero pubblicate anche sul Caval 'd Brôns. Nel 1927, con Oreste Gallina e Viginio Fiochetto, cominciò a pubblicare il giornale Ij Brandé - Arvista 'd poesia piemontèisa (i brandé in piemontese sono gli alari che custodiscono il fuoco, simbolo della lingua che non si deve spegnere), esperienza che durò solo cinque numeri. Nel frattempo divenne l'animatore principale della Companìa dij Brandé, un'istituzione che si proponeva di dare lustro alla poesia in piemontese.
Nel 1935 pubblicò Crosiere e nel 1946 Speransa. Dal 1946 al 1957 uscì la seconda serie de Ij Brandé. In seguito apparvero ancora Gioventù, pòvra amìa (1951), Poesìe (1954) e Sèira (1964). Seguì anche la pubblicazione dell'Armanach dij Brandé (1959-1965).
Fu studioso e ammiratore di Frédéric Mistral.
Nel 1967 tutta la produzione poetica, insieme a una scelta di prose, fu pubblicata nel volume Poesìe e pàgine 'd pròsa dalla Ca dë studi piemontèis. Una ristampa anastatica, con aggiunta di un profilo storico, fu pubblicata nel 1985 e nuovamente nel 2000.
Pinin Pacòt è considerato, con Nino Costa, «uno degli scrittori piemontesi più amati del XX secolo». Mario Soldati in più occasioni lo definì «poeta di forza profonda, che niente ha da spartire con i balbettii di un provincialismo minore». La sua poesia era scevra da intellettualismi e veniva solo dalla «necessità di dire»: la poesia «crea da sé la sua espressione, trova lei le parole per rivelarsi».
Pacotto fu anche studioso della letteratura piemontese, di cui scrisse un profilo storico apparso postumo nel 1967 nel volume La letteratura in Piemonte dalle origini al Risorgimento. È ritenuto il padre della grafia piemontese normale.

## Opere

### Poesia
- Pinin Pacòt, Arsivòli, Asti, Unione tip. astese, 1926.
- Pinin Pacòt, Crosiere, Torino, Tip. U. Franchini e C., 1935.
- Pinin Pacòt, Speransa, Torino, La Piemonteisa, 1946.
- Pinin Pacòt, Gioventù, pòvra amìa, Torino, Ij brandé, 1951.
- Pinin Pacòt, Poesìe, Roma, Famija piemonteisa, 1954.
- Pinin Pacòt, Sèira, Roma, Famija piemonteisa, 1964.

### Studi letterari
- Nino Autelli; introduzione di Giuseppe Pacotto; xilografie originali di Pino Stampini, Pan d'coa: leggende e racconti popolari piemontesi, Torino, Studio Editoriale Librarïo Piemontese, 1931.
- Giuseppe Pacotto (Pinin Pacòt), Alfonso Ferrero, poeta piemonteis, Torino, Tip. F. Mittone, 1932.
- Profilo storico di Giuseppe Pacotto; documenti e testi scelti e annotati da C. Brero e R. Gandolfo, La letteratura in piemontese: dalle origini al Risorgimento, Torino, F. Casanova, 1967.